# Jin Zhao Hou
 (août 2024).
Si vous disposez d'ouvrages ou d'articles de référence ou si vous connaissez des sites web de qualité traitant du thème abordé ici, merci de compléter l'article en donnant les références utiles à sa vérifiabilité et en les liant à la section « Notes et références ».
Jin Zhao Hou (chinois: 晉昭侯 ou 晋昭侯, Hanyu pinyin: Jìn Zhāo Hóu), nom ancestral Ji (姬), prénom Bo (伯), était le douzième dirigeant de l'état de Jin. Il était également le deuxième dirigeant de Jin au cours de la Période des Printemps et Automnes.

## Biographie
En 745 av. J.-C., la première année de son règne, il a donné la terre appelée Quwo, le comté moderne de Xian de Quwo, Shanxi, à son oncle, Chengshi. Ceci est considéré comme lorsque Jin s'est séparé en deux, les deux étant Jin et Quwo. Chengshi était plus tard connu sous le nom de Quwo Huan Shu.
En 739 av. J.-C., la 7e année de son règne, un fonctionnaire Jin nommé Panfu (潘父) assassina le marquis Zhao de Jin et accueillit Huan Shu de Quwo pour monter sur le trône de Jin. Il accepta l'accueil de Panfu et entra dans Jin. Quand il est entré, le peuple Jin a amené des troupes pour l'empêcher d'entrer. Il a perdu et s'est retiré vers Quwo. Ensuite, le peuple Jin a demandé au fils du marquis Zhao de Jin, Ping, de monter sur le trône et il est devenu le prochain marquis: marquis Jin Xiao Hou.